# Ehrenblattspange des Deutschen Heeres
Ehrenblattspange des Deutschen Heeres var en tysk militär tapperhetsutmärkelse för armén och Waffen-SS som kunde utdelas för modiga handlingar genomförda under strid. Utmärkelsen instiftades i juli 1941 och bestod inledningsvis endast av en skriftlig not i en speciell "liggare" eller "rulla" (den så kallade Ehrenblatt des Deutschen Heeres) där dessa utmärkelser officiellt dokumenterades. Namnen på mottagarna tillkännagavs även i den för hela krigsmakten dagligt utgivna Wehrmachtsbericht. Som tillägg instiftades också ett särskilt utmärkelsetecken den 30 januari 1944 vilket bestod av ett spänne (spange) i guldfärgad metall som anbringades på det befintliga bandet för Järnkorset av andra klassen, vanligtvis i vapenrockens andra knapphål.
Utmärkelsen kunde endast delas ut om mottagaren redan innehade det tyska Järnkorset av både andra och första klassen (Eisernes Kreuz 2. & 1. Klasse). I nivå låg Ehrenblattspange des Deutschen Heeres ungefär mellan Järnkorset av första klassen och Tyska korset i guld (Kriegsorden des Deutsches Kreuz in Gold). Totalt utdelades denna utmärkelse till förtjänta soldater i armén och Waffen-SS troligen 4 556 gånger fram till krigsslutet i maj 1945. Med tanke på att den högsta utmärkelsen för tapperhet, Riddarkorset (Ritterkreuz des Eisernes Kreuzes), delades ut vid 7 318 tillfällen kan Ehrenblattspange der Deutschen Heeres betraktas som en tämligen ovanlig och sällan utdelad utmärkelse. En svensk har dock tilldelats Ehrenblattspange des Deutschen Heeres: SS-Hauptsturmführer Hans-Gösta Pehrsson för insatser den 27 oktober 1944. 
I likhet med armén instiftades senare även motsvarande utmärkelser för marinen, Kriegsmarine (Ehrentafelspange der Deutschen Kriegsmarine) och flygvapnet, Luftwaffe (Ehrenblattspange der Deutschen Luftwaffe), dock med egna utformningar av själva tecknet. För Kriegsmarine inledningsvis i februari 1943 kompletterat med ett tecken den 13 maj 1944 och för Luftwaffe inledningsvis i början av 1943 kompletterat med ett tecken den 5 augusti 1944.